# Live ’99: Then and Now
Live ’99: Then and Now war der Name der achten und bislang letzten Konzerttournee des britischen Komponisten und Multiinstrumentalisten Mike Oldfield. Auf dieser Tour bewarb er seine aktuellen Alben Tubular Bells III (1998) und Guitars (1999).

## Hintergrund
Nachdem Oldfield am 4. September 1998 die Musik seines Album Tubular Bells III mit einem Livekonzert auf der Londoner Horse Guards Parade erstmals aufgeführt hatte, gab er als Reaktion auf die positive Resonanz bekannt, im Sommer 1999 mit diesem Album auf Tournee zu gehen. Da er jedoch kurz vor Tourstart mit Guitars noch ein weiteres Album veröffentlichte, gab er das ursprünglich geplante Tourmotto Tubular Bells III – Live auf und benannte die Tour kurzerhand in Then and Now um, was ihm ermöglichte, auch einen musikalischen Querschnitt seiner bisherigen Karriere zu spielen. So fanden sich neben dem aktuellen Material von Tubular Bells III und Guitars auch zum ersten Mal seit 1983/84 wieder Klassiker wie Shadow on the Wall, Moonlight Shadow, Family Man und Ommadawn – Part One (letzteres in einer gekürzten Version) in der Setlist. Nebenher feierten erstmals bei einer Mike Oldfield-Tournee auch Stücke seines 1994 erschienenen Albums The Songs of Distant Earth ihre Live-Premiere.
Die Tournee Live ’99: Then and Now startete am 18. Juni 1999 in Budapest und endete am 31. Juli des gleichen Jahres in A Coruña. Insgesamt absolvierte Oldfield in Begleitung einer kleinen Band 35 Konzerte durch Europa. Neben mehreren Konzerten in Deutschland und Spanien spielte Oldfield erstmals Shows in Osteuropa. Bereits vor dem Fall des eisernen Vorhangs hatte Oldfield in den 1980er-Jahren mit dem Gedanken gespielt, Konzerte im damaligen Ostblock (z. B. in Polen, der Tschechoslowakei und der Sowjetunion) zu spielen, was aber nicht zustande kam. Die Shows in Osteuropa waren ein voller Erfolg: zu seinem Eröffnungskonzert am 18. Juni 1999 in Budapest kamen ca. 17.500 Zuschauer.
Oldfields Begleitband bestand (wie 1981 auf seiner European Adventure Tour) aus vier Musikern und einer Sängerin. Bis auf Keyboarderin Claire Nicholson spielten alle Bandmitglieder auch schon im September 1998 bei der Uraufführung von Tubular Bells III in London zusammen, darunter auch die Sängerin Helen „Pepsi“ DeMacque-Crockett, die in den 80ern als Backgroundsängerin bei Wham!, sowie als Mitglied des Popduos Pepsi & Shirlie bekannt wurde und die Bassistin Carrie Melbourne, die zuvor in der Band Babylon Zoo gespielt hatte.
Als Vorgruppe auf den Konzerten spielte die spanische Folkband Luar Na Lubre, mit deren Mitgliedern Mike Oldfield befreundet war. Bereits 1996 hatte er auf seinem Album Voyager den Song O son do ar der Gruppe unter dem Titel The Song of the Sun gecovert. Zudem wirkte Rosa Cedrón, die damalige Frontfrau von Luar Na Lubre, auf Oldfields Album Tubular Bells III als Sängerin mit.
Live ’99: Then and Now war Mike Oldfields bis heute (Stand 2024) letzte reguläre Konzerttournee und von wenigen Ausnahmen abgesehen waren es auch seine letzten Live-Auftritte überhaupt.

## Liveaufnahmen
Das Konzert in Katowice (25. Juli 1999) wurde live auf einigen polnischen Radiosendern übertragen und kursiert als Bootleg-Aufnahme.

## Setlist

### Beispiel-Setlist
- In the Beginning
- Let There Be Light
- Supernova
- Crystal Clear
- Shadow on the Wall
- Excerpt from Ommadawn – Part One
- Cochise
- Embers
- Summit Day
- Muse
- The Source of Secrets
- The Watchful Eye
- Jewel in the Crown
- Outcast
- Serpent Dream
- The Inner Child
- Secrets
- Far Above the Clouds
- Moonlight Shadow
- Family Man
- Secrets (reprise)
- Far Above the Clouds (reprise)

## Tourdaten
| Nr. | Datum         | Stadt                | Land        | Veranstaltungsort                          | Anmerkungen         |
| --- | ------------- | -------------------- | ----------- | ------------------------------------------ | ------------------- |
| 1   | 18. Juni 1999 | Budapest             | Ungarn      | Kisstadion                                 |                     |
| 2   | 19. Juni 1999 | Wien                 | Osterreich  | Stadthalle                                 |                     |
| 3   | 20. Juni 1999 | Hanau                | Deutschland | August-Schärttner-Halle                    |                     |
| 4   | 21. Juni 1999 | Böblingen            | Deutschland | Sporthalle                                 |                     |
| 5   | 23. Juni 1999 | Berlin               | Deutschland | ICC                                        |                     |
| 6   | 24. Juni 1999 | Dresden              | Deutschland | Freilichtbühne Großer Garten               |                     |
| 7   | 25. Juni 1999 | Hamburg              | Deutschland | Freilichtbühne im Stadtpark                | Stadtpark Open Air  |
| 8   | 26. Juni 1999 | Rostock              | Deutschland | Stadthalle                                 |                     |
| 9   | 27. Juni 1999 | Bielefeld            | Deutschland | Stadthalle                                 |                     |
| 10  | 28. Juni 1999 | Bonn                 | Deutschland | Museumsplatz                               |                     |
| 11  | 29. Juni 1999 | Rotterdam            | Niederlande | Sportpaleis Ahoy’                          |                     |
| 12  | 1. Juli 1999  | San Sebastián        | Spanien     | Plaza de Toros de Illumbe                  |                     |
| 13  | 2. Juli 1999  | Valencia             | Spanien     | Jardín de Viveros                          |                     |
| 14  | 3. Juli 1999  | San Javier           | Spanien     | Polideportivo                              |                     |
| 15  | 4. Juli 1999  | Úbeda                | Spanien     | Campo de Fútbol San Miguel                 |                     |
| 16  | 6. Juli 1999  | Barcelona            | Spanien     | Palau Sant Jordi                           |                     |
| 17  | 7. Juli 1999  | Palma de Mallorca    | Spanien     | Coliseu Balear                             |                     |
| 18  | 8. Juli 1999  | Leganés              | Spanien     | La Cubierta                                |                     |
| 19  | 9. Juli 1999  | Villares de la Reina | Spanien     | Estadio Helmántico                         |                     |
| 20  | 10. Juli 1999 | Castro Urdiales      | Spanien     | Estadio Riomar                             |                     |
| 21  | 12. Juli 1999 | Paris                | Frankreich  | Le Grand Rex                               |                     |
| 22  | 13. Juli 1999 | London               | England     | Wembley Arena                              |                     |
| 23  | 14. Juli 1999 | Birmingham           | England     | National Exhibition Centre                 |                     |
| 24  | 15. Juli 1999 | Dublin               | Irland      | The Point Depot                            |                     |
| 25  | 17. Juli 1999 | Udine                | Italien     | Piazzale del Castello                      | Folkest Festival    |
| 26  | 19. Juli 1999 | Singen               | Deutschland | Festung Hohentwiel                         | Hohentwiel-Festival |
| 27  | 20. Juli 1999 | Fürth                | Deutschland | Stadthalle                                 |                     |
| 28  | 21. Juli 1999 | München              | Deutschland | Colosseum                                  |                     |
| 29  | 22. Juli 1999 | Zürich               | Schweiz     | Innenhof des Schweizerischen Landesmuseums | Live at Sunset      |
| 30  | 23. Juli 1999 | Leipzig              | Deutschland | Parkbühne im Clara-Zetkin-Park             |                     |
| 31  | 24. Juli 1999 | Prag                 | Tschechien  | Sportovní hala                             |                     |
| 32  | 25. Juli 1999 | Katowice             | Polen       | Spodek                                     |                     |
| 33  | 27. Juli 1999 | Stockholm            | Schweden    | Cirkus                                     |                     |
| 34  | 29. Juli 1999 | Rudkøbing            | Danemark    | Rue Mark                                   | Langelandsfestival  |
| 35  | 31. Juli 1999 | A Coruña             | Spanien     | Playa de Santa Cristina                    | A Coruña Festival   |

## Band
- Mike Oldfield – Gitarre, Keyboards, Percussion, Röhrenglocken, Gesang
- Claire Nicholson – Keyboards, Gitarre, Hintergrundgesang
- Carrie Melbourne – Bass, Chapman Stick, Additional Keyboards
- Adrian Thomas – Keyboards, Gitarre
- Fergus Gerrand – Schlagzeug, Percussion
- Helen „Pepsi“ DeMacque-Crockett – Gesang